# Germain Anouman Ollo
 (octobre 2020).
Si vous disposez d'ouvrages ou d'articles de référence ou si vous connaissez des sites web de qualité traitant du thème abordé ici, merci de compléter l'article en donnant les références utiles à sa vérifiabilité et en les liant à la section « Notes et références ».
Pour les articles homonymes, voir Ollo.
Germain Anouman Ollo, né le 10 mai 1951 à Grand-Bassam (Côte d'Ivoire) et mort le 28 décembre 2022 à Istanbul (Turquie), est un homme d'État ivoirien. 

## Biographie

### Carrière professionnelle
En 1975, après l’obtention de son diplôme d’ingénieur génie civil, Germain Anouman Ollo devient cadre dans l’entreprise SOPIM. Il est ensuite nommé directeur technique.
Il crée en 1981 le cabinet Ingénieurs Conseils en Infrastructures-Côte d’Ivoire (ICI-CI), un bureau d’études spécialisé dans les domaines du suivi et contrôle des travaux, du génie civil, du génie rural, de l’expertise immobilière et de la maîtrise d'ouvrage.[source insuffisante]
En tant que PDG du groupe SITHO (Nsa hôtel - Maffouet hôtel - Mantchan hôtel), il milite en faveur de la création d’une police et d’une banque spécifique au tourisme[source insuffisante].
En 1983, il crée l’Institution Raggi Anne-Marie (IRMA) de Grand-Bassam, l’une des premières écoles privées laïques de la région du Sud-Comoé. D'autres sont ensuite ouvertes : l’Ecole Supérieure du Bâtiment et du Génie Civil, l’Ecole Supérieure des Promotions Immobilières d’Abidjan, et l’Ecole Supérieure Hôtelière de Grand-Bassam, l’Ecole Hôtelière de Genève.

#### Autres responsabilités
Germain Anouman Ollo est président de la chambre nationale des ingénieurs conseils de génie civil de CI (CHANIE), président de l’association nationale des consultants ivoiriens (ANCI), vice-président exécutif de la fédération des consultants africains (FECA).

### Carrière politique
De 1990 à 1995, Germain Ollo est conseiller municipal à la mairie de Grand-Bassam. Il est aussi membre de la délégation départementale du PDCI Grand-Bassam et membre du bureau politique du PDCI-RDA.
Germain Anouman Ollo est élu en 2018 en tant que membre du RHDP, vice-président du Sénat ivoirien. Il est également sénateur de la région du Sud-Comoé. Il est candidat à l'élection municipale dans la ville de Grand-Bassam.

## Décoration
Le prix d’excellence 2014 du meilleur hôtelier, décerné par l’État ivoirien.